# Marek Żmajło
Marek Żmajło (daty urodzenia i śmierci nieznane) – hetman Kozaków rejestrowych, przywódca powstania kozackiego w 1625 roku.
W 1625 roku wystąpił przeciwko Polsce. We wrześniu tego roku wyruszyła przeciwko niemu polska armia pod wodzą hetmana Stanisława Koniecpolskiego. 25 października pod Kryłowem Polacy zaatakowali kozacki obóz. Kozacy rzucili się do ucieczki, lecz zostali osaczeni nad Jeziorem Kurukowskim.
Żmajło był przeciwny rokowaniom z Polakami, dlatego Kozacy pozbawili go funkcji hetmańskiej, a jego następca podpisał 6 listopada 1625 roku ugodę kurukowską.